# José Ángel Berraondo
José Angel Berraondo Insausti (né le 4 novembre 1878 à Saint-Sébastien - mort le 11 avril 1950) est un footballeur, puis entraîneur, espagnol.
Berraondo évolue au poste de défenseur de 1904 à 1909 au Real Madrid, avec lequel il remporte quatre Coupes d'Espagne. Après avoir entraîné la Real Sociedad, puis l'équipe d'Espagne, Berraondo entraîne le Real Madrid de 1927 à 1929.
Il donne beaucoup d'importance à l'entraînement avec le ballon. Il est vice-champion au cours de la première Liga.